# Монтверде (Флорида)
Монтверде (англ. Montverde) — муниципалитет, расположенный в округе Лейк (штат Флорида, США) с населением в 882 человека по статистическим данным переписи 2000 года.

## География
По данным Бюро переписи населения США муниципалитет Монтверде имеет общую площадь в 4,66 квадратных километров, из которых 4,14 кв. километров занимает земля и 0,52 кв. километров — вода. Площадь водных ресурсов округа составляет 11,16 % от всей его площади.
Муниципалитет Монтверде расположен на высоте 33 м над уровнем моря.

## Демография
По данным переписи населения 2000 года в Монтверде проживало 882 человека, 272 семьи, насчитывалось 351 домашнее хозяйство и 410 жилых домов. Средняя плотность населения составляла около 189,27 человека на один квадратный километр. Расовый состав населённого пункта распределился следующим образом: 96,49 % белых, 1,59 % — чёрных или афроамериканцев, 0,23 % — коренных американцев, 0,45 % — азиатов, 1,13 % — представителей смешанных рас, 0,11 % — других народностей. Испаноговорящие составили 2,61 % от всех жителей.
Из 351 домашних хозяйств в 27,6 % воспитывали детей в возрасте до 18 лет, 66,4 % представляли собой совместно проживающие супружеские пары, в 8,5 % семей женщины проживали без мужей, 22,5 % не имели семей. 19,7 % от общего числа семей на момент переписи жили самостоятельно, при этом 5,7 % составили одинокие пожилые люди в возрасте 65 лет и старше. Средний размер домашнего хозяйства составил 2,51 человек, а средний размер семьи — 2,89 человек.
Население муниципалитета по возрастному диапазону по данным переписи 2000 года распределилось следующим образом: 22,3 % — жители младше 18 лет, 6,8 % — между 18 и 24 годами, 29,9 % — от 25 до 44 лет, 27,0 % — от 45 до 64 лет и 13,9 % — в возрасте 65 лет и старше. Средний возраст жителей составил 41 год. На каждые 100 женщин в Монтверде приходилось 97,3 мужчин, при этом на каждые сто женщин 18 лет и старше приходилось 94,6 мужчин также старше 18 лет.
Средний доход на одно домашнее хозяйство составил 45 341 доллар США, а средний доход на одну семью — 46 813 долларов. При этом мужчины имели средний доход в 35 774 доллара США в год против 26 944 доллара среднегодового дохода у женщин. Доход на душу населения составил 45 341 доллар в год. 4,5 % от всего числа семей в населённом пункте и 5,3 % от всей численности населения находилось на момент переписи населения за чертой бедности, при этом 7,1 % из них были моложе 18 лет и 12,0 % — в возрасте 65 лет и старше.